# Edward Jankowski (trener)
Edward Jankowski (ur. 12 października 1950 w Połzawodzie (ZSRR), zm. 1 lutego 2023) – polski piłkarz ręczny i trener, jako I trener zdobywca mistrzostwa Polski kobiet z żeńską drużyną SPR Lublin (2005, 2006, 2007, 2009, 2013).

## Życiorys
W 1972 ukończył studia w Akademii Wychowania Fizycznego w Warszawie. Występował jako bramkarz, był zawodnikiem AZS Warszawa, Warszawianki i Lublinianki. W latach 70. XX wieku rozpoczął karierę trenerską, najpierw jako asystent Jacka Zglinickiego w żeńskiej drużynie Skry Warszawa, od 1976 jako pierwszy trener Lublinianki. Od 1996 był trenerem bramkarek w prowadzonym przez Andrzeja Drużkowskiego Monteksie Lublin, pod koniec lat 90. został II trenerem tej drużyny (z tej funkcji odszedł w trakcie sezonu 2000/2001). W latach 2001–2003 był trenerem Jelfy Jelenia Góra. W 2003 powrócił jako pierwszy trener do lubelskiego klubu (występującego w sezonie 2003/2004 jako Bystrzyca Lublin, od 2004 jako SPR Lublin) i zdobył z nim kolejno wicemistrzostwo Polski w 2004 (od listopada 2003 do lutego 2004 pierwszym trenerem był Tomáš Kuťka) oraz mistrzostwo Polski w 2005, 2006 i 2007. W sezonie 2007/2008 był w SKR asystentem trenera Jana Packi i w tej roli zdobył kolejne mistrzostwo Polski. W sezonie 2008/2009 ponownie wywalczył z SKR mistrzostwo Polski jako pierwszy trener. W czerwcu 2009 zastąpił go Grzegorz Gościński, ale on sam pozostał w klubie jako II trener (lubelski klub sięgnął w 2010 po kolejne mistrzostwo Polski). Od stycznia 2011 kolejny raz objął SKR jako pierwszy trener i zdobył kolejno tytuł wicemistrzowski (2011), brązowy medal mistrzostw Polski (2012) i tytuł mistrza Polski w 2013. Odszedł z klubu w październiku 2013. W grudniu 2014 został trenerem Energii AZS Koszalin, w sezonie 2015/2016 był tam asystentem Anity Unijat. W sezonie 2020/2021 znalazł się w sztabie trenerskim Moniki Marzec w MKS Lublin, ale z powodów zdrowotnych odszedł w marcu 2021.
Był także współpracownikiem trenerów reprezentacji seniorek i młodzieżowej w treningu bramkarskim, w tej roli uczestniczył w mistrzostwach świata seniorek w 2005.
W 2005 został odznaczony Diamentową Odznaką ZPRP.
Piłkarką ręczną była także jego żona, Marta Jankowska.